# Nabas (Aklan)
Nabas è una municipalità di quarta classe delle Filippine, situata nella Provincia di Aklan, nella Regione del Visayas Occidentale.
Nabas è formata da 20 baranggay:
- Alimbo-Baybay
- Buenasuerte
- Buenafortuna
- Buenavista
- Gibon
- Habana
- Laserna
- Libertad
- Magallanes
- Matabana

- Nagustan
- Pawa
- Pinatuad
- Poblacion
- Rizal
- Solido
- Tagororoc
- Toledo
- Unidos
- Union